# Canada Post
Die Canada Post Corporation, in der Regel nur englisch Canada Post oder französisch Postes Canada, ist das kanadische Postunternehmen. Das Unternehmen wurde 1867 gegründet und beschäftigt etwa 72.000 Mitarbeiter, womit es einer der größten kanadischen Arbeitgeber ist.

## Geschäftstätigkeit

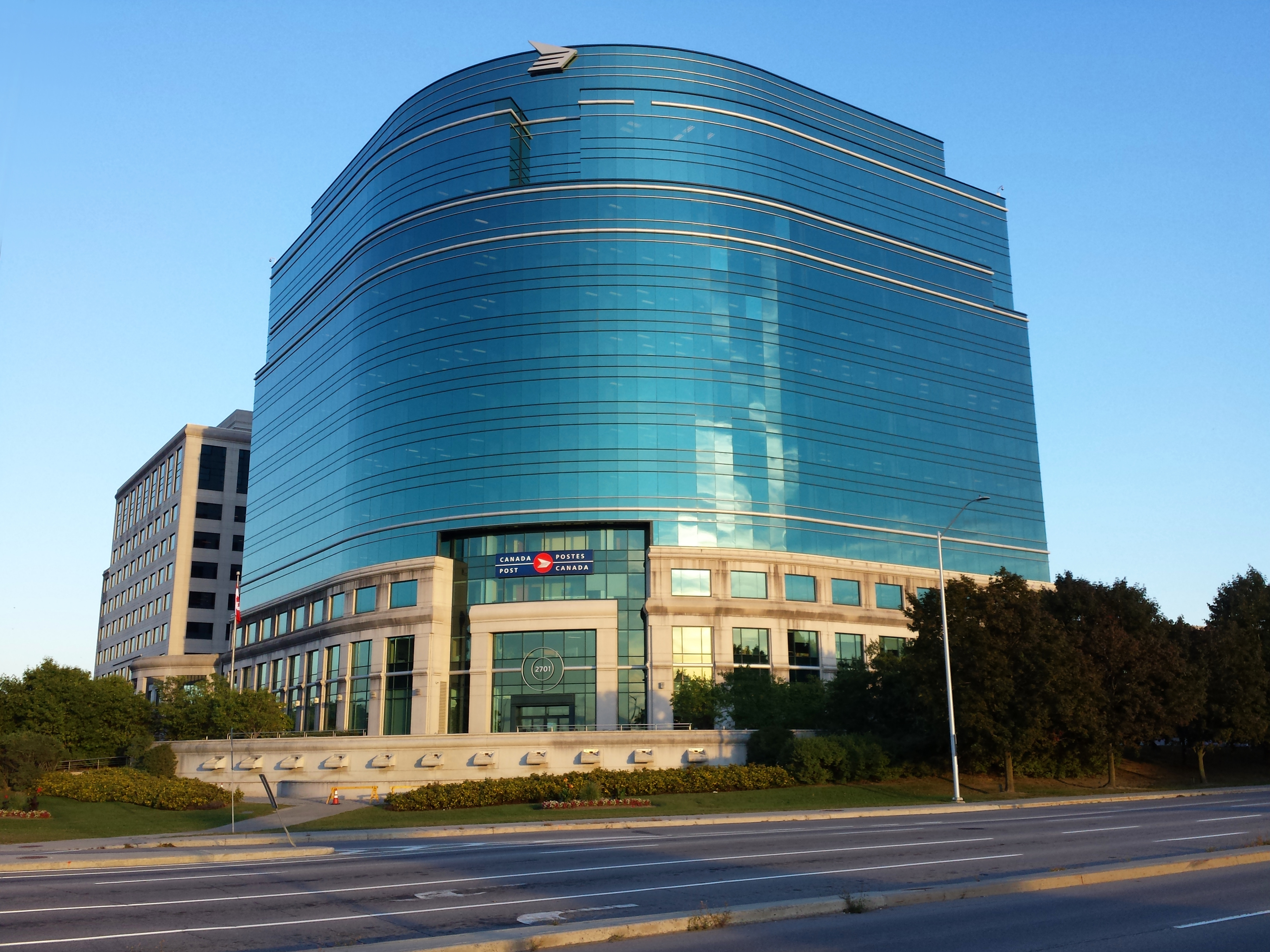
Hauptquartier im Ottawa

Canada Post liefert täglich durchschnittlich 40 Millionen Sendungen an 14 Millionen Adressen. In Kanada gibt es 6.600 Postämter; die tägliche Post wird durch 15.000 Briefträger auf über 20.000 Austragungsrouten ausgeliefert. Am 11. Dezember 2013 wurde verkündet, dass die Hauszustellung innerhalb der nächsten 5 Jahre generell zugunsten der im ländlichen Raum schon üblichen Zustellung an Postfächer eingestellt werden soll. Täglich gibt es 585 innerstaatliche Flüge im Auftrag von Canada Post.
Im Jahr 2007 erwirtschaftete das Unternehmen einen Umsatz in Höhe von 7,5 Milliarden Dollar bei einer Auslieferung von 11,8 Milliarden Sendungen, was zu einem Reinertrag von 56 Millionen Dollar führte.

## Name und Geschäftsstruktur
Der offizielle Name des Unternehmens ist Canada Post Corporation. Sie selbst nennt sich jedoch in ihren Publikationen nur Canada Post oder französisch Postes Canada, diese beiden Namen finden sich auch im Logo der Canada Post wieder.
Gegründet wurde die Canada Post 1867 von der kanadischen Regierung als Post Office Department. In den 1960er Jahren wurde die Benutzung von Canada Post oder Postes Canada eingeführt, der offizielle Name blieb aber Post Office Department. Am 16. Oktober 1981 wurde das Unternehmen dann schließlich durch den Canada Post Corporation Act zum heutigen Namen umbenannt:

Geschäftsbereiche der The Canada Post Group

“There is hereby established a corporation to be called the Canada Post Corporation.”

„Hiermit wird eine Aktiengesellschaft mit dem Namen Canada Post Corporation gegründet.“

In Abschnitt 61 dieses Gesetzes wird festgesetzt, dass innerhalb Kanadas alle Angelegenheiten, die die Bestandteile Post Office, Canada Mail, Canada Post und Canada Post Corporation führen, mit dem Unternehmen in Zusammenhang stehen oder von ihm dazu befugt wurden.
Canada Post agiert als eine Unternehmensgruppe namens The Canada Post Group. Sie teilt sich in drei Geschäftsbereiche auf: Transaction Mail, Parcels und Direct Marketing. Transaction Mail ist zuständig für die Abwicklung des Geschäfts, also die Auslieferung der Sendungen, die Logistik, Rechnungsstellung sowie Pressemitteilungen. Die Abteilung Parcels wickelt die Zustellung größerer Sendungen und Postpaketen ab, das Direct Marketing das Direktmarketing.
Canada Post besitzt 91 Prozent der Anteile von Purolator, dem größten kanadischen Kurierunternehmen. Die CGI Group, ein in Kanada gegründetes internationales Unternehmen für Informationstechnik, und Canada Post haben 2002 als Joint Venture das IT-Unternehmen Innovapost, das heute etwa 750 Mitarbeiter beschäftigt und Logistiksoftware entwickelt, gegründet. Die Anteile der Innovapost liegen mit 51 % mehrheitlich bei der Canada Post, die restlichen 49 % fallen auf die CGI Group.

## Geschichte
Die ersten Spuren der bezahlten Postzustellung in Kanada führen zurück ins Jahr 1693. Der Portugiese Pedro da Silva, der irgendwann vor 1673 aus Portugal nach Kanada gekommen war, später heiratete und 14 Kinder bekam, lieferte im Juli 1693 gegen eine Bezahlung von 20 Sou ein Paket oder ein Bündel Briefe von Montreal nach Quebec. Am 23. Dezember 1705 bekam da Silva einen Brief von Jacques Raudot, in dem dieser da Silva als ersten Kurier (first courier) ehrte. Darüber hinaus wurde ihm die Erlaubnis zugesprochen, weitere Sendungen an Privatpersonen zuzustellen. 2003 veröffentlichte Canada Post zu seinen Ehren eine 48-Cent-Briefmarke, die einen Ausschnitt dieses Briefes sowie da Silvas Unterschrift vor dem Hintergrund einer Zeichnung Quebecs zeigt.

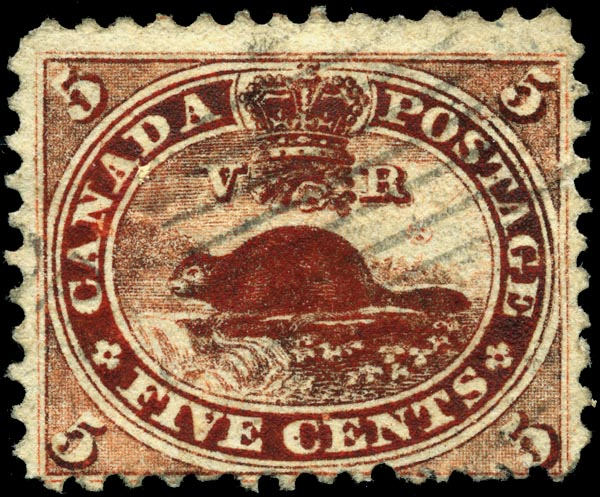
Kanadische 5-Cent-Briefmarke von 1859

Seit 1763 wurde unter Benjamin Franklin das erste offizielle Postzustellsystem für private Bürger entwickelt, 1764 präsentierte Hugh Finlay Franklin die erste Briefmarke. Zunächst gab es nur Routen zwischen Montreal und Quebec sowie Montreal und New York. Als die Postzustellung nach New York wegen des Amerikanischen Unabhängigkeitskriegs unterbrach, entwickelten sich weiter Routen innerhalb Kanadas. Ab 1775 gab es ein offizielles Postsystem, das von der britischen Regierung angeboten wurde.
Im Laufe des 19. Jahrhunderts entwickelten sich kompliziertere Preissysteme für die Postzustellung, erstmals in Abhängigkeit von Distanz und Zielort. Am 25. Mai 1849 wurden offiziell Briefmarken zur Frankierung eingeführt. Sir Sandford Fleming entwarf die erste Briefmarke, wahrscheinlich eine 3-Cent-Briefmarke, auf dem ein Biber abgebildet war.
Kurz nach der Unabhängigkeit Kanadas durch das Verfassungsgesetz von 1867 wurde Canada Post als Post Office Department als föderale Institution vom kanadischen Postminister, dem Vorsitzenden des Postministeriums, gegründet und trat mit dem Gesetz für die Regulierung der Post (Act for the Regulation of the Postal Service) am 1. April 1868 offiziell in Kraft. Es ähnelte dem britischen System, das von Rowland Hill gerade reformiert worden war. 1878 trat Canada Post dem Weltpostverein vier Jahre nach dessen Gründung bei.
Am 24. Juli 1918 gab es die erste Luftpostzustellung, bei der Sendungen von Montreal nach Toronto per Flugzeug transportiert werden. Regulär wurde die Luftpost dann ab 1928 angeboten.
In den 1970er Jahren gab es mehrere große Streiks der Postboten, die zu teilweise großen Verzögerungen in der Postzustellung führten. 1981 machte Canada Post einen Verlust von 600 Millionen Dollar, der in erster Linie auf die starke Konkurrenz der Kurierdienste zurückzuführen ist. Dies führte zu insgesamt zwei Jahre andauernden Debatten im kanadischen Parlament mit dem Beschluss, das kanadische Postunternehmen autonomer zu machen.
Am 16. Oktober 1981 wurde das Canada Post Corporation Act erlassen, welches Canada Post zu einem Staatsunternehmen mit dem offiziellen Namen Canada Post Corporation werden ließ. Darüber hinaus wurde durch dieses Gesetz endlich juristisch festgehalten, dass jeder Kanadier ein Recht auf Postzustellung hat. Zuvor gab es in vielen ländlichen Regionen keine regelmäßige Postzustellung.
2003 übernahm Canada Post 91 Prozent von Purolator.

## Adressierung
Jede Sendung, die mit Canada Post versendet werden soll, muss auf der Vorderseite des Briefumschlags die Zieladresse notiert haben. Oben rechts auf dem Umschlag muss darüber hinaus eine Briefmarke oder ein gleichwertiges Postwertzeichen angebracht werden. Optional kann eine Absenderadresse oben links auf dem Umschlag oder auf der Rückseite des Umschlags notiert werden.
Die Postanschrift besteht aus verschiedenen Komponenten, die in mehreren Zeilen strukturiert sind. Zuerst wird der Empfänger oder eine Empfängergruppe angegeben, dies erfolgt in der Regel in ein bis zwei Zeilen. Dann folgt die Adresse, bestehend aus Hausnummer und Straße, oder das Postfach des Empfängers. Anschließend folgt der Bestimmungsort; bei Sendungen innerhalb Kanadas wird dieser in der Form Stadt, Kürzel der Provinz, Postleitzahl angegeben. Bei internationalen Sendungen muss abschließend das Bestimmungsland in englischer oder französischer Sprache angegeben werden.
Eine Beispielanschrift könnte lauten:

G. Raymond

Company for Examples

1234 Main Street

Dollard-Des-Ormeaux, QC,  H9G 1W7

## Engagement
Canada Post unterstützt die Alphabetisierung durch finanzielle Zuschüsse. Darüber hinaus sponsert das Unternehmen die kanadische Mannschaft des Freestyle-Skiings und den United Way.
Canada Post unterhält das weltweit am stärksten frequentierte Weihnachtspostamt und bekam dafür einen Eintrag in das Guinness-Buch der Rekorde. An eine speziell eingerichtete Postleitzahl (H0H 0H0) können Briefe an den Weihnachtsmann adressiert werden; jährlich treffen etwa eine Million Briefe ein, die durch Angestellte wie Freiwillige in 26 Sprachen – darunter auch Brailleschrift – nahezu alle beantwortet werden.

## Nationale Würdigung
In Kanada wird die erste Postzustellung durch DaSilva sowie die Organisation eines Postdienstes durch Franklin dadurch gewürdigt, dass die kanadische Regierung diese Ereignisse am 19. Mai 1927 zu einem „nationalen historischen Ereignis“ erklärte.